# ミシガン州の郡一覧
ミシガン州の郡一覧は、アメリカ合衆国ミシガン州内の郡の一覧である。ミシガン州内には83の郡がある。

## 歴史
各郡の境界は1897年以降実質的に変化していないが、19世紀を通じて州議会は頻繁に郡境を修正してきた。郡の創設は未編入領域に政府を樹立する目的で進められたが、より重要な目的は土地を測量し販売可能な区画に分けることで入植を奨励することだった。
郡の創設はおおまかに言って2つの段階で行われた。第一段階は郡の領域を宣言し、郡名を与えることだった。郡が地図に載ったが、数年間はこのことだけが郡の存在を理解できる全体像である場合もあった。この期間まだ組織の無い郡は管理上の目的で既に組織化されていた郡に付設された。州議会はこれら未組織郡の付設先を度々変更した。このように付設された郡の住民が州議会に組織化を請願し、それが郡として完全に法的な認知を得ることになった。
ミシガン州には郡の境界に跨る多くの都市や村がある。州都のランシングもまた然りである。1970年代初期の数年間で、複数郡に跨る都市は、市の境界に従って郡の境界を変更する請願を行える権限があった。この短いチャンスを生かした唯一の都市はニューボルティモア市だけだった。元はマコーム郡とセントクレア郡に跨っていたが、現在は完全にマコーム郡に入っている。このセントクレア郡からマコーム郡への領域の移行は20世紀初期以降で唯一の郡境界変更となっている。
1850年のミシガン州憲法は、法人化された都市に少なくとも2万人の人口があれば、独自の郡を組織化することを認めていた。1908年のミシガン州憲法でもこの条項を維持していたが、人口の条件を10万人に上げた。この方法で独立した郡に組織化した都市は現れず、1963年に発布されたミシガン州憲法ではこの条項が外された。

## 郡名の由来
幾つかの郡名の由来は不明であり、信頼できる学術史料でもその意味について意見の一致をみていないものがある。
19世紀初期に郡名を大量に改名したのは幾つかの文化的また政治的な問題を残した。
9つの郡の名前はヘンリー・スクールクラフトが発案したが、通常はインディアン言語の言葉から採られている。ただしギリシャ語、アラビア語、ラテン語から取られたものもあった。
ヘンリー・スクールクラフトが作った言葉は議論の対象になっている。インディアン言語と文化の熱愛者であり、幾つかの言葉はニューヨーク州や北東部など他の地方からミシガンに移ってきた部族のものだった。それらの地方からは多くの開拓者も入ってきていた。実際のインディアン言語は絶滅しており、スクールクラフトが造語で置き換え、時には言葉の核あるいは音を用いた。
4つの郡はアイルランドの地名に変えられた。これはあるミシガン州議会議員あるいはその選挙区民の心に残っていたものと見られる。
10の郡はいわゆる「閣僚郡」であり、ミシガンの州昇格に関わっていたアンドリュー・ジャクソンの内閣に仕えた者の名前が採られた。そのうち8郡は1829年に名付けられ、リビングストン郡は1833年、カス郡は1829年に名付けられた。ただしルイス・カスがジャクソン内閣に入ったのは1831年だった。

## ミシガン州の郡の一覧
下表はアルファベット順である。
| ミシガン州の郡の一覧                | ミシガン州の郡の一覧       | ミシガン州の郡の一覧 | ミシガン州の郡の一覧 | ミシガン州の郡の一覧 | ミシガン州の郡の一覧 |
| 郡名                                | 郡庁所在地                 | 設立年月日           | 人口 （2020年）      | 陸地面積 (km2)       | 地図                 |
| ----------------------------------- | -------------------------- | -------------------- | -------------------- | -------------------- | -------------------- |
| アルコナ郡 Alcona                   | ハリスビル                 | 1840年               | 10,167               | 1,747                |                      |
| アルジャー郡 Alger                  | ミューニシング             | 1885年               | 8,842                | 2,377                |                      |
| アレガン郡 Allegan                  | アレガン                   | 1831年               | 120,502              | 2,143                |                      |
| アルピーナ郡 Alpena                 | アルピーナ                 | 1840年               | 28,907               | 1,487                |                      |
| アントリム郡 Antrim                 | ベルエア                   | 1840年               | 23,431               | 1,235                |                      |
| アレナク郡 Arenac                   | スタンディッシュ           | 1831年               | 15,002               | 950                  |                      |
| バラガ郡 Baraga                     | ラーンス                   | 1875年               | 8,158                | 2,341                |                      |
| バリー郡 Barry                      | ヘイスティングス           | 1829年               | 62,423               | 1,440                |                      |
| ベイ郡 Bay                          | ベイシティ                 | 1857年               | 103,856              | 1,151                |                      |
| ベンジー郡 Benzie                   | ビューラ                   | 1863年               | 17,970               | 832                  |                      |
| バーリン郡 Berrien                  | セントジョセフ             | 1829年               | 154,316              | 1,479                |                      |
| ブランチ郡 Branch                   | コールドウォーター         | 1829年               | 44,862               | 1,314                |                      |
| カルフーン郡 Calhoun                | マーシャル                 | 1829年               | 134,310              | 1,836                |                      |
| カス郡 Cass                         | カソポリス                 | 1829年               | 51,589               | 1,275                |                      |
| シャルルボア郡 Charlevoix           | シャルルボア               | 1869年               | 26,054               | 1,080                |                      |
| シボイガン郡 Cheboygan              | シボイガン                 | 1840年               | 25,579               | 1,853                |                      |
| チッペワ郡 Chippewa                 | スーセントマリー           | 1827年               | 36,785               | 4,043                |                      |
| クレア郡 Clare                      | ハリソン                   | 1840年               | 30,856               | 1,468                |                      |
| クリントン郡 Clinton                | セントジョンズ             | 1831年               | 79,128               | 1,480                |                      |
| クロウフォード郡 Crawford           | グレイリング               | 1840年               | 12,988               | 1,446                |                      |
| デルタ郡 Delta                      | エスカナーバ               | 1843年               | 36,903               | 3,030                |                      |
| ディキンソン郡 Dickinson            | アイアンマウンテン         | 1891年               | 25,947               | 1,985                |                      |
| イートン郡 Eaton                    | シャーロット               | 1829年               | 109,175              | 1,493                |                      |
| エメット郡 Emmet                    | ペトスキー                 | 1840年               | 34,112               | 1,212                |                      |
| ジェネシー郡 Genesee                | フリント                   | 1835年               | 406,211              | 1,657                |                      |
| グラッドウィン郡 Gladwin            | グラッドウィン             | 1831年               | 25,386               | 1,313                |                      |
| ゴギービック郡 Gogebic              | ベッセマー                 | 1887年               | 14,380               | 2,854                |                      |
| グランドトラバース郡 Grand Traverse | トラバースシティ           | 1851年               | 95,238               | 1,205                |                      |
| グラティオット郡 Gratiot            | イサカ                     | 1831年               | 41,761               | 1,477                |                      |
| ヒルズデール郡 Hillsdale            | ヒルズデール               | 1829年               | 45,746               | 1,551                |                      |
| ホートン郡 Houghton                 | ホートン                   | 1845年               | 37,361               | 2,620                |                      |
| ヒューロン郡 Huron                  | バッドアックス             | 1840年               | 31,407               | 2,167                |                      |
| インガム郡 Ingham                   | メイソン                   | 1829年               | 284,900              | 1,448                |                      |
| イオニア郡 Ionia                    | イオニア                   | 1831年               | 66,804               | 1,485                |                      |
| イオスコ郡 Iosco                    | トーワスシティ             | 1840年               | 25,237               | 1,422                |                      |
| アイアン郡 Iron                     | クリスタルフォールズ       | 1885年               | 11,631               | 3,021                |                      |
| イサベラ郡 Isabella                 | マウントプレザント         | 1831年               | 64,394               | 1,487                |                      |
| ジャクソン郡 Jackson                | ジャクソン                 | 1829年               | 160,366              | 1,830                |                      |
| カラマズー郡 Kalamazoo              | カラマズー                 | 1829年               | 261,670              | 1,455                |                      |
| カルカスカ郡 Kalkaska               | カルカスカ                 | 1840年               | 17,939               | 1,453                |                      |
| ケント郡 Kent                       | グランドラピッズ           | 1831年               | 657,974              | 2,217                |                      |
| キーウィーノー郡 Keweenaw           | イーグルリバー             | 1861年               | 2,046                | 1,401                |                      |
| レイク郡 Lake                       | ボールドウィン             | 1840年               | 12,096               | 1,470                |                      |
| ラピーア郡 Lapeer                   | ラピーア                   | 1822年               | 88,619               | 1,694                |                      |
| リーラノー郡 Leelanau               | サットンズベイタウンシップ | 1840年               | 22,301               | 903                  |                      |
| レンアウェイ郡 Lenawee              | エイドリアン               | 1822年               | 99,423               | 1,944                |                      |
| リビングストーン郡 Livingston       | ハウエル                   | 1833年               | 193,866              | 1,472                |                      |
| ルース郡 Luce                       | ニューベリー               | 1887年               | 5,339                | 2,339                |                      |
| マキナック郡 Mackinac               | セントイグナス             | 1818年               | 10,834               | 2,646                |                      |
| マコーム郡 Macomb                   | マウントクレメンス         | 1818年               | 881,217              | 1,244                |                      |
| マニスティー郡 Manistee             | マニスティー               | 1840年               | 25,032               | 1,408                |                      |
| マーケット郡 Marquette              | マーケット                 | 1843年               | 66,017               | 4,716                |                      |
| メイソン郡 Mason                    | ラディントン               | 1840年               | 29,052               | 1,282                |                      |
| メコスタ郡 Mecosta                  | ビッグラピッズ             | 1840年               | 39,714               | 1,439                |                      |
| メノミニー郡 Menominee              | メノミニー                 | 1861年               | 23,502               | 2,703                |                      |
| ミッドランド郡 Midland              | ミッドランド               | 1831年               | 83,494               | 1,350                |                      |
| ミソーキー郡 Missaukee              | レイクシティ               | 1840年               | 15,052               | 1,468                |                      |
| モンロー郡 Monroe                   | モンロー                   | 1817年               | 154,809              | 1,247                |                      |
| モンカルム郡 Montcalm               | スタントン                 | 1831年               | 66,614               | 1,834                |                      |
| モンモランシー郡 Montmorency        | アトランタ                 | 1840年               | 9,153                | 1,418                |                      |
| マスキーゴン郡 Muskegon             | マスキーゴン               | 1859年               | 175,824              | 1,319                |                      |
| ニウェーゴ郡 Newaygo                | ホワイトクラウド           | 1840年               | 49,978               | 2,182                |                      |
| オークランド郡 Oakland              | ポンティアック             | 1819年               | 1,274,395            | 2,260                |                      |
| オセアナ郡 Oceana                   | ハート                     | 1831年               | 26,659               | 1,400                |                      |
| オゲモー郡 Ogemaw                   | ウェストブランチ           | 1840年               | 20,770               | 1,462                |                      |
| オントナゴン郡 Ontonagon            | オントナゴン               | 1843年               | 5,816                | 3,397                |                      |
| オセオラ郡 Osceola                  | リードシティ               | 1840年               | 22,891               | 1,466                |                      |
| オスコダ郡 Oscoda                   | マイオ                     | 1840年               | 8,219                | 1,463                |                      |
| オトセゴ郡 Otsego                   | ゲイロード                 | 1840年               | 25,091               | 1,333                |                      |
| オタワ郡 Ottawa                     | グランドヘイブン           | 1831年               | 296,200              | 1,465                |                      |
| プレスクアイル郡 Presque Isle       | ロジャーズシティ           | 1840年               | 12,982               | 1,710                |                      |
| ロスコモン郡 Roscommon              | ロスコモン                 | 1840年               | 23,459               | 1,350                |                      |
| サギノー郡 Saginaw                  | サギノー                   | 1822年               | 190,124              | 2,095                |                      |
| セントクレア郡 St. Clair            | ポートヒューロン           | 1820年               | 160,383              | 1,876                |                      |
| セントジョセフ郡 St. Joseph         | センタービル               | 1829年               | 60,939               | 1,305                |                      |
| サニラック郡 Sanilac                | サンダスキー               | 1822年               | 40,611               | 2,496                |                      |
| スクールクラフト郡 Schoolcraft      | マニスティーク             | 1843年               | 8,047                | 3,051                |                      |
| シアワシー郡 Shiawassee             | コラナ                     | 1822年               | 68,094               | 1,395                |                      |
| タスコラ郡 Tuscola                  | ケアロ                     | 1840年               | 53,323               | 2,104                |                      |
| ヴァンビューレン郡 Van Buren        | ポーポー                   | 1829年               | 75,587               | 1,582                |                      |
| ウォッシュトノー郡 Washtenaw        | アナーバー                 | 1822年               | 372,258              | 1,839                |                      |
| ウェイン郡 Wayne                    | デトロイト                 | 1815年               | 1,793,561            | 1,591                |                      |
| ウェックスフォード郡 Wexford        | キャディラック             | 1840年               | 33,673               | 1,465                |                      |

## 廃止された郡
1. ブラウン郡、1818年に未編入領域から設立、この年イリノイ州の成立に合わせてミシガン準州がミシガン湖の西にまで拡張された。1836年にウィスコンシン準州に移管され、同州ブラウン郡となった。
2. ケスコーコ郡、1840年にマキナック郡から分離、1843年にシャルルボワ郡に改名、1853年にエメット郡に併合、1869年にはエメット郡からシャルルボワ郡が再生。
3. クロウフォード郡、1818年に未編入領域から設立、この年イリノイ州の成立に合わせてミシガン準州がミシガン湖の西にまで拡張された。1836年にウィスコンシン準州に移管され、同州クロウフォード郡となった。
4. デモイン郡、1834年に未編入領域から設立、1836年にウィスコンシン準州に移管され、アイオワ州デモイン郡となった。
5. ダビューク郡、1834年に未編入領域から設立、1836年にウィスコンシン準州に移管され、アイオワ州ダビューク郡となった。
6. アイオワ郡、1830年にクロウフォード郡から分離、1836年にウィスコンシン準州に移管され、アイオワ州アイオワ郡となった。
7. アイルロイヤル郡、1875年にキーウィーノー郡から分離、1897年にキーウィーノー郡に復帰。
8. マニトウ郡、1855年にエメット郡とリーラノー郡から分離、1861年に郡政府が解体、管理のためにマキナック郡に付設、1865年にリーラノー郡、1869年にマキナック郡に付設、1895年に廃郡、シャルルボワ郡とリーラノー郡に吸収。
9. ミルウォーキー郡、1834年にブラウン郡から分離、1836年にウィスコンシン準州に移管され、同州ミルウォーキー郡となった。
10. オミーナ郡、1840年にマキナック郡から分離、1853年にグランドトラバース郡に併合。
11. ワイアンドット郡、1840年にマキナック郡から分離、1853年にシボイガン郡に併合。